# Aspark Owl
Aspark Owl (яп. アスパーク・アウル) ― це повністю електричний суперкар на акумуляторних батареях виробництва японської інженерної компанії Aspark, що розробляється з 2018 року з метою створення найшвидшого електромобіля. 
Його будує компанія Manifattura Automobili Torino (MAT) в Італії. 
Aspark планує випустити 50 автомобілів, кожен з яких коштуватиме 2,5 мільйона євро. Концепт Owl був публічно представлений на Франкфуртському автосалоні 2017 року, а серійна версія була представлена в листопаді 2019 року на Міжнародному автосалоні в Дубаї.

## Серійна версія

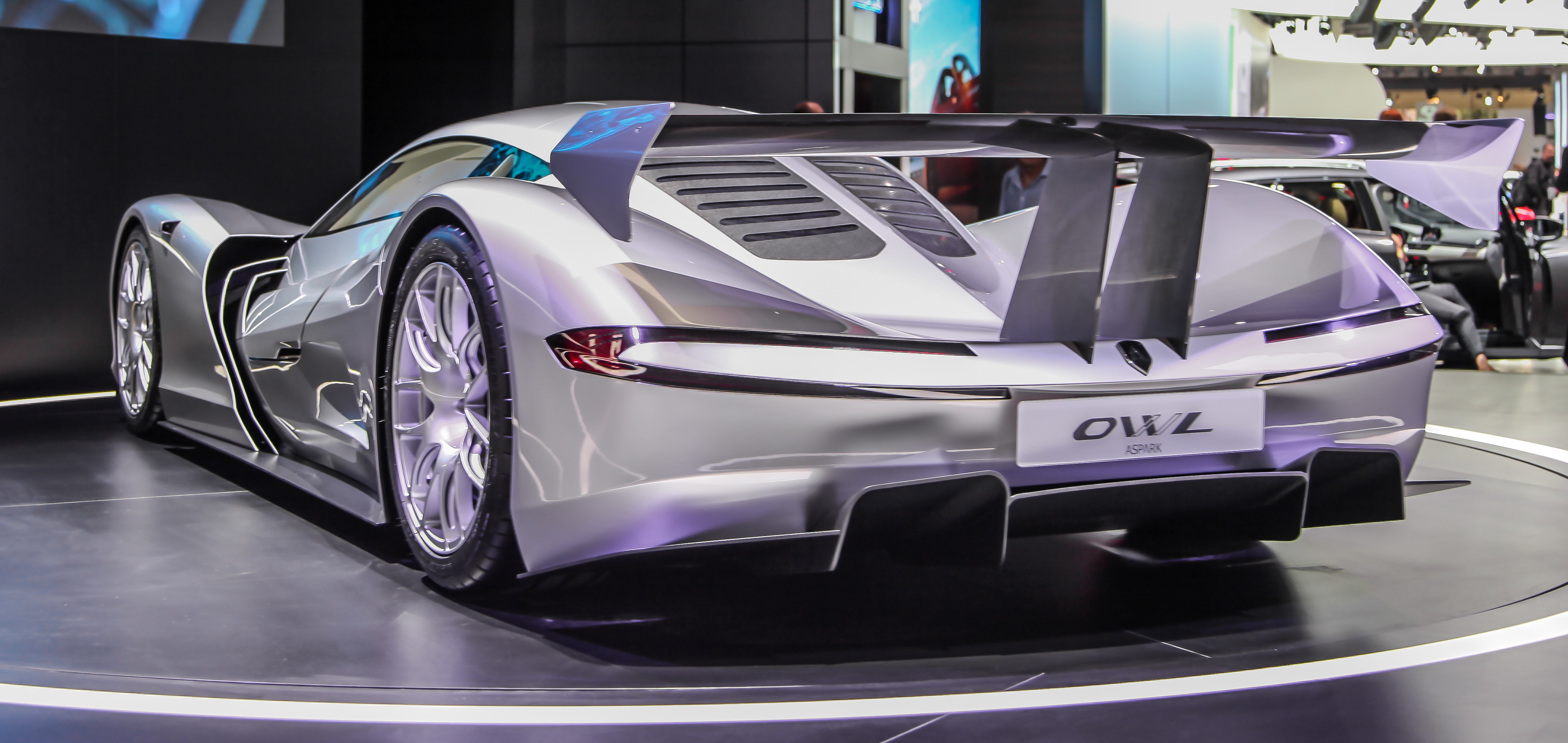

Кузов Owl виготовлений з вуглецевого волокна, побудований навколо шасі з вуглецевого волокна, що важить 120 кг. 
Для підвищення міцності кузова в дах вбудована несуча конструкція з нержавіючої сталі. Зміни в кузові порівняно з концептом включають додавання дзеркал заднього виду, активне заднє крило та змінений дизайн заднього скла. 

Автомобіль оснащений подвійною підвіскою з гідравлічними амортизаторами і векторизацією крутного моменту для поліпшення керованості. 

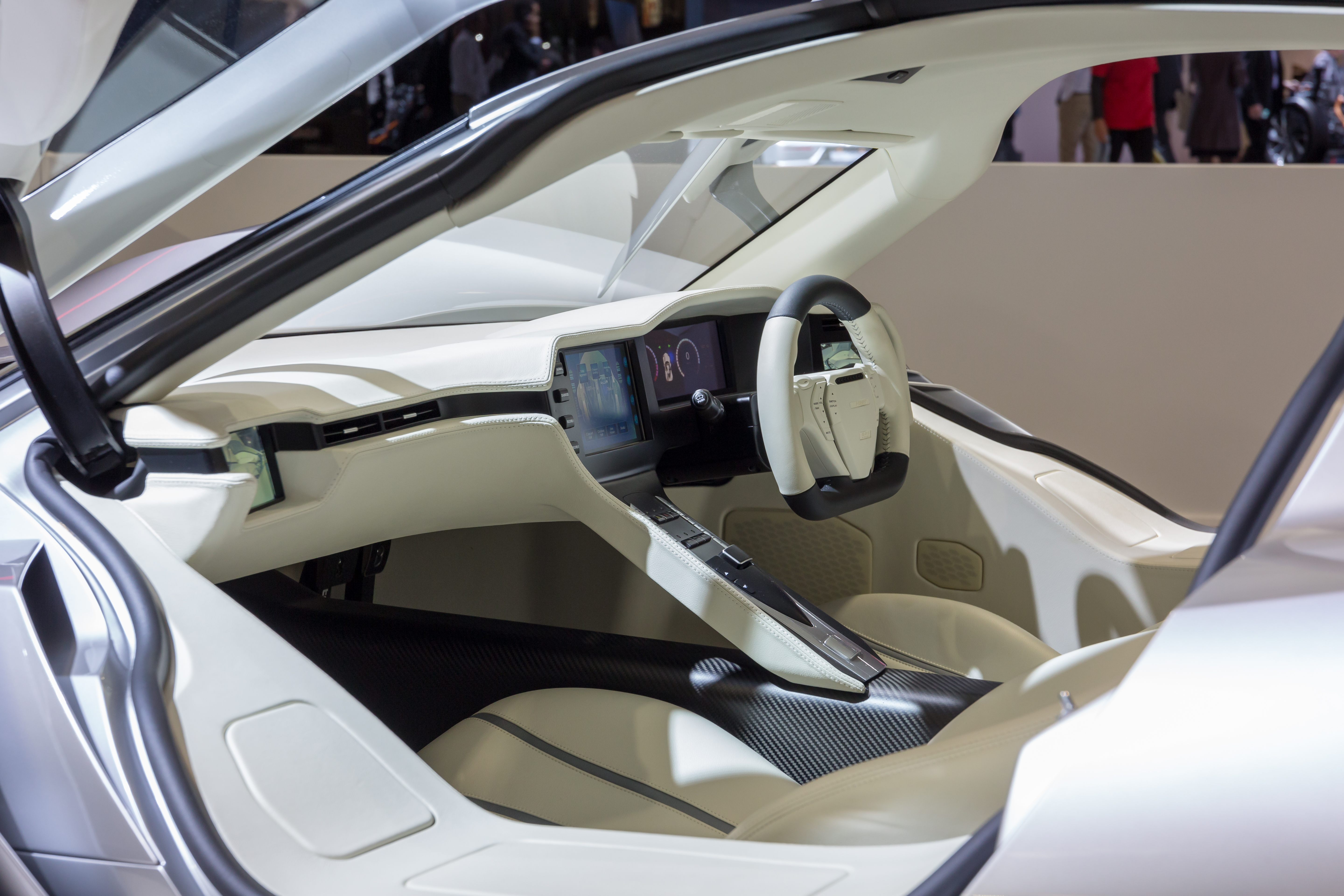

Гальмівна система з вуглецево-керамічними гальмами з 10-поршневими передніми та 4-поршневими задніми супортами.
Заявлено, що Owl може розганятися з 0-97 км/год за 1,72 секунди, 0-100 км/год за 1,9 секунди, 0-300 км/год за 10,6 секунди, а також розвивати максимальну швидкість 413 км/год, що зробить його найшвидшим серійним автомобілем у світі. 
Запас ходу автомобіля становить приблизно 250 миль, а повна зарядка займає 40 хвилин. 
Новіша версія під назвою "SP600" досягла заявленої максимальної швидкості 438,7 км/год (273 миль/год), що робить її швидшою за найшвидший на сьогоднішній день електромобіль Rimac Nevera.

## Двигун
- 4 електромотори (два ззаду, два спереду), 1980 к.с. 2000 Нм